# 鶯谷町 (名古屋市)
鶯谷町（うぐいすだにまち）は、愛知県名古屋市中区の町。1969年（昭和44年）以降は大須一丁目の一部にあたる。

## 地理
1915年（大正4年）時点では、東に梅園町と上日置町、西から北に上堀川町、南に西脇町があった。
1936年（昭和11年）に南で岩井通に接するようになった。

## 歴史

### 地名の由来
白山神社の南側あたりで鶯の声が聞こえていたことに由来する。

### 町名・町界の変遷
- 明和2年（1765年） - 町屋として成立する[4][2]。住人の小川某にちなみ、小川町と呼ばれた[4][2]。
- 1878年（明治11年）12月28日 - 日置村の一部が名古屋区に編入されたことに伴い、日置村の内に存在した上日置町の一部が名古屋区鶯谷町となる[3][注 1]。
- 1889年（明治22年）10月1日 - 市制施行により名古屋市が成立し、同市鶯谷町となる[3]。
- 1908年（明治41年）4月1日 - 名古屋市が市制に基づく区を設置し、中区鶯谷町となる[3]。
- 1936年（昭和11年）1月1日 - 一部が中区岩井通の一部となる[3]。
- 1969年（昭和44年）10月21日 - 住居表示実施に伴い、中区大須一丁目の一部となる[3]。

### 人口
国勢調査による人口の推移
| 1950年（昭和25年） | 339人 |  |
| 1955年（昭和30年） | 362人 |  |
| 1960年（昭和35年） | 403人 |  |
| 1965年（昭和40年） | 350人 |  |

## 学区
- 高等学校 - 尾張学区
- 中学校 - 名古屋市立前津中学校
- 小学校 - 名古屋市立大須小学校[6][7][8]